# Atletiek op de Olympische Zomerspelen 2008 - Kogelstoten mannen
Het kogelstoten voor mannen op de Olympische Spelen van 2008 in Peking vond plaats op 15 augustus in het Nationale Stadion van Peking.

## Kwalificatie
Elk Nationaal Olympisch Comité mag drie atleten afvaardigen die in de kwalificatieperiode (1 januari 2007 tot 23 juli 2008) aan de A-limiet voldeden (20,30 m). Een NOC mag één atleet afvaardigen, die in dezelfde kwalificatieperiode aan de B-limiet voldeed (19,80 m).

## Medailles
| Goud   | Tomasz Majewski    | POL |
| Zilver | Christian Cantwell | USA |
| Brons  | Dylan Armstrong    | CAN |

## Records
Voor dit onderdeel waren het wereldrecord en olympisch record als volgt.
| Wereldrecord     | 23,12 m | Randy Barnes   | USA | Los Angeles | 20 mei 1990       |
| Olympisch record | 22,47 m | Ulf Timmermann | GDR | Seoel       | 23 september 1988 |

## Uitslagen
De volgende afkortingen worden gebruikt:
- Q Rechtstreeks gekwalificeerd voor de finale door een stoot van minstens 20,40 m
- q Gekwalificeerd voor de finale door bij de beste 12 te eindigen
- DNS Niet gestart
- NM Geen geldig resultaat
- PB Persoonlijke beste prestatie
- SB Beste seizoensprestatie
- NR Nationaal record

### Kwalificatieronde
Groep A: 15 augustus 2008 09:05

Groep B: 15 augustus 2008 09:05

| Groep | Rang | Atleet                      | Nationaliteit | Resultaat | Opmerking |
| ----- | ---- | --------------------------- | ------------- | --------- | --------- |
| A     | 1    | Tomasz Majewski             | POL           | 21,04     | Q, PB     |
| B     | 2    | Adam Nelson                 | USA           | 20,56     | Q         |
| B     | 3    | Andrej Michnevitsj          | BLR           | 20,48     | Q         |
| A     | 4    | Christian Cantwell          | USA           | 20,48     | Q         |
| A     | 5    | Dylan Armstrong             | CAN           | 20,43     | Q         |
| A     | 6    | Reese Hoffa                 | USA           | 20,41     | Q         |
| B     | 7    | Joeri Bilonoh               | UKR           | 20,36     | q         |
| B     | 8    | Pavel Lyzhyn                | BLR           | 20,36     | q         |
| A     | 9    | Pavel Sofin                 | RUS           | 20,29     | q         |
| B     | 10   | Rutger Smith                | NED           | 20,13     | q         |
| A     | 11   | Yury Bialou                 | BLR           | 20,12     | q         |
| B     | 12   | Ivan Yushkov                | RUS           | 20,02     | q         |
| B     | 13   | Peter Sack                  | GER           | 20,01     |           |
| A     | 14   | Andriy Semenov              | UKR           | 20,01     |           |
| B     | 15   | Dorian Scott                | JAM           | 19,94     |           |
| B     | 16   | Justin Anlezark             | AUS           | 19,91     |           |
| A     | 17   | Hamza Alic                  | BIH           | 19,87     |           |
| A     | 18   | Anton Lyuboslavskiy         | RUS           | 19,87     |           |
| B     | 19   | Manuel Martínez             | ESP           | 19,81     |           |
| B     | 20   | Miran Vodovnik              | SLO           | 19,81     |           |
| A     | 21   | Scott Martin                | AUS           | 19,75     |           |
| A     | 22   | Joachim Olsen               | DEN           | 19,74     | SB        |
| B     | 23   | Yves Niare                  | FRA           | 19,73     |           |
| A     | 24   | Carlos Véliz                | CUB           | 19,58     |           |
| B     | 25   | Taavi Peetre                | EST           | 19,57     |           |
| A     | 26   | Māris Urtāns                | LAT           | 19,57     |           |
| B     | 27   | Sultan Abdulmajeed Alhebshi | KSA           | 19,51     |           |
| B     | 28   | Petr Stehlik                | CZE           | 19,41     |           |
| B     | 29   | Nedzad Mulabegovic          | CRO           | 19,35     |           |
| A     | 30   | Milan Haborak               | SVK           | 19,32     |           |
| B     | 31   | Reinaldo Proenza            | CUB           | 19,20     |           |
| A     | 32   | Germán Lauro                | ARG           | 19,07     |           |
| A     | 33   | Asmir Kolasinic             | SRB           | 19,01     |           |
| A     | 34   | Lajos Imre Kurthy           | HUN           | 18,74     |           |
| B     | 35   | Ivan Emilianov              | MDA           | 18,64     |           |
| A     | 36   | Michail Stamatogiannis      | GRE           | 18,45     |           |
| B     | 37   | Yasser Farag                | EGY           | 18,42     |           |
| B     | 38   | Marco Fortes                | POR           | 18,05     |           |
| A     | 39   | Marco Antonio Verni         | CHI           | 17,96     |           |
| B     | 40   | Chang Ming-Huang            | TPE           | 17,43     |           |
| A     | —    | Ralf Bartels                | GER           | DNS       |           |
| A     | —    | Robert Haggblom             | FIN           | NM        |           |
| A     | —    | Georgi Ivanov               | BUL           | NM        |           |
| B     | —    | Amin Nikfar                 | IRI           | NM        |           |
| B     | —    | Alexis Paumier              | CUB           | NM        |           |

### Finale
15 augustus 2008 21:00
| Rang   | Atleet             | Nationaliteit | 1     | 2     | 3     | 4     | 5     | 6     | Resultaat | Extra |
| ------ | ------------------ | ------------- | ----- | ----- | ----- | ----- | ----- | ----- | --------- | ----- |
| Goud   | Tomasz Majewski    | POL           | 20,80 | 20,47 | 21,21 | 21,51 | x     | 20,44 | 21,51     | PB    |
| Zilver | Christian Cantwell | USA           | 20,39 | 20,98 | 20,88 | 20,86 | 20,69 | 21,09 | 21,09     |       |
| Brons  | Dylan Armstrong    | CAN           | 20,62 | 21,04 | x     | x     | 20,47 | x     | 21,04     | NR    |
| 4      | Pavel Lyzhyn       | BLR           | 20,33 | 20,15 | 20,98 | 20,98 | 20,40 | x     | 20,98     | PB    |
| 5      | Joeri Bilonoh      | UKR           | 20,63 | x     | 20,53 | 20,46 | 20,31 | x     | 20,63     | SB    |
| 6      | Reese Hoffa        | USA           | x     | 19,81 | 20,53 | 20,38 | x     | x     | 20,53     |       |
| 7      | Pavel Sofin        | RUS           | 20,42 | x     | x     | x     | x     | x     | 20,42     |       |
| 8      | Rutger Smith       | NED           | 20,41 | x     | 20,30 |       |       |       | 20,41     |       |
| 9      | Yury Bialou        | BLR           | 20,06 | x     | x     |       |       |       | 20,06     |       |
| 10     | Ivan Yushkov       | RUS           | 19,67 | 19,55 | x     |       |       |       | 19,67     |       |
| —      | Adam Nelson        | USA           | x     | x     | x     |       |       |       | NM        |       |
| DQ     | Andrej Michnevitsj | BLR           | 20,73 | 21,05 | x     | 20,78 | 20,57 | 20,93 | 21,05     |       |